# Liste der Biografien/Galu
Liste der Biografien |
Portal Biografien |
Personensuche
# |
A |
B |
C |
D |
E |
F |
G |
H |
I |
J |
K |
L |
M |
N |
O |
P |
Q |
R |
S |
T |
U |
V |
W |
X |
Y |
Z |
?
 
Ga |
Gb |
Gc |
Gd |
Ge |
Gf |
Gh |
Gi |
Gj |
Gk |
Gl |
Gm |
Gn |
Go |
Gp |
Gq |
Gr |
Gs |
Gu |
Gv |
Gw |
Gy |
Gz
 
Gaa |
Gab |
Gac |
Gad |
Gae |
Gaf |
Gag |
Gah |
Gai |
Gaj |
Gak |
Gal |
Gam |
Gan |
Gao |
Gap |
Gaq |
Gar |
Gas |
Gat |
Gau |
Gav |
Gaw |
Gax |
Gay |
Gaz
 
Gala |
Galb |
Galc |
Gald |
Gale |
Galf |
Galg |
Galh |
Gali |
Galj |
Galk |
Gall |
Galm |
Galo |
Galp |
Galr |
Gals |
Galt |
Galu |
Galv |
Galw |
Galy |
Galz
Die Liste der Biografien führt alle Personen auf, die in der deutschsprachigen Wikipedia einen Artikel haben. Dieses ist eine Teilliste mit 19 Einträgen von Personen, deren Namen mit den Buchstaben „Galu“ beginnt.

## Galu

### Galub
- Galuba, Dirk (* 1940), deutscher Schauspieler und SynchronsprecherDirk Galuba (* 1940)

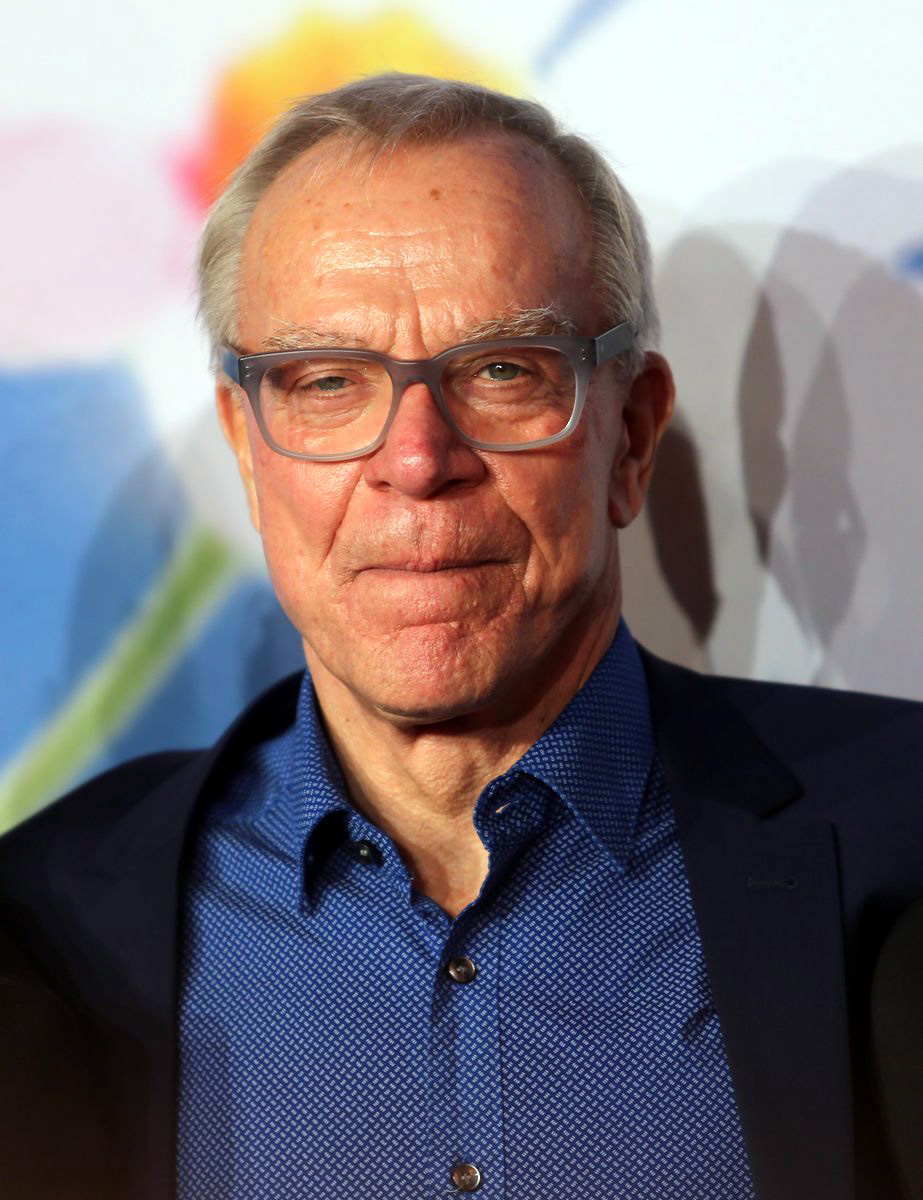
Dirk Galuba (* 1940)

### Galun
- Galun, Margalith (1927–2012), israelische Botanikerin, Lichenologin und Forscherin
- Galun, Rachel (1926–2023), israelische Entomologin und Hochschullehrerin
- Galunin, Artjom Sergejewitsch (* 1999), russischer Nordischer Kombinierer

### Galup
- Galuppi, Baldassare (1706–1785), italienischer Komponist

### Galur
- Galura, Bernhard (1764–1856), Fürstbischof des Bistums Brixen

### Galus
- Galuschka, Florian (* 1982), deutscher Fußballspieler
- Galuschka, Julia (* 1979), deutsche Leichtathletin
- Galuschka, Walter (1921–1967), deutscher Politiker (SPD), MdL Bayern
- Galuschka, Wera Wiktorowna (* 1982), ukrainische Sängerin, Schauspielerin sowie TV-Moderatorin
- Galuschka-Dujunowa, Wera Illarionowna (1945–2012), sowjetische Volleyballspielerin
- Galuşco, Ivan (* 2002), moldauischer Hürdenläufer
- Galusha, Jonas (1753–1834), US-amerikanischer Politiker, Jurist und Gouverneur des US-Bundesstaates Vermont
- Galusin, Wladimir Sergejewitsch (* 1988), russischer Eishockeyspieler
- Galuska, Joachim (* 1954), deutscher Psychiater, Psychotherapeut und Unternehmer
- Galuske, Michael (1959–2011), deutscher Erziehungs- und Sozialarbeitswissenschaftler
- Galustjan, Michail Sergejewitsch (* 1979), russischer Komiker und Schauspieler armenischer Abstammung

### Galut
- Găluț, Andrei (* 1984), rumänischer Rockmusiker
- Galut, Yann (* 1966), französischer Politiker, Mitglied der Nationalversammlung